# Аллея Героев (Чернигов)
Аллея Героев (укр. Алея Героїв) — сквер, расположенный на территории Деснянского района Чернигова. Площадь — 5,18 га Является местом отдыха горожан.

## История
Сквер возле Екатерининской церкви был заложен в 1895 году.
Аллея героев была создана в центральной части города на территории бывшего Вала согласно первому послевоенному плану города 1946 года — в период 1946—1947 годы — и плану 1960-1961 годов. Последующий проект реконструкции и благоустройства Аллеи Героев был разработан архитектором Владимиром Ивановичем Ральченко. В связи с созданием Алли Героев, были разделены без прямого проезда улицы Пролетарская и Карла Либкнехта.
Архитектором проекта выступил черниговчанин Виктор Матвеевич Устинов. Изначально на аллее был один фонтан (до 1970-х годов), затем стало 4 фонтана в форме прямоугольников, клумбы, вдоль восточной стороны центральной аллеи постаменты с бюстами советским военным деятелям, уроженцам Черниговского края, в том числе города Чернигова, (кроме Фрунзе и Коцюбинского). 
Бюсты были установлены (с севера на юг — от первого установленного до последнего):
1. Памятник Ю. М. Коцюбинскому (1970)  — советский военный деятель, член Черниговского комитета РСДРП
2. Памятник В. М. Примакову (1972) — советский военный деятель, командир Червонного казачества времён Гражданской войны в России
3. Памятник В. А. Антонову-Овсеенко (1973) — российский революционер, советский государственный и военный деятель
4. Памятник Н. И. Подвойскому (1977) — русский революционер, советский государственный и военный деятель
5. Памятник Н. А. Щорсу — начальник дивизии Красной армии времён Гражданской войны в России
6. Памятник Н. Г. Крапивянскому (1977) — офицер Русской императорской армии, советский государственный и военный деятель
7. Памятник М. П. Кирпоносу (1981) — Герой Советского Союза
8. Памятник В. В. Сенько (1987) — дважды Герой Советского Союза

Располагался в южной части (Екатерининском сквере):
1. Памятник М. В. Фрунзе (1928) — советский государственный и военный деятель

К 65-й годовщине Победы в Великой Отечественной войне, в 2010 году городской комиссией по переименованию улиц предлагалось создание памятника-мемориала Героям Советского Союза на Аллее Героев — уроженцам Чернигова и похороненным на черниговской земле; проект не был реализован.
Постаменты в период 2014-2016 года пострадали от актов вандализма, были демонтированы, а два уцелевших (Кирпоноса и Сенько) в 2018 году были перенесены Первым был демонтирован бюст Фрунзе в 2014 году, затем в 2015 году — Антонова-Овсеенка, Подвойского, Щорса, Крапивянского, Коцюбинского, в 2016 году — Примакова. Бюсты хранятся на территории КП «Спецкомбінат КПО», исторического музея, музея М. М. Коцюбинского и местонахождение неизвестно.
В период 2017—2018 года сквер был реконструирован. Ко Дню города, 21 сентября 2018 года торжественно была открыта обновлённая Аллея Героев.
|                             |                              |                                  |                            |
| Памятник Ю. М. Коцюбинскому | Памятник В. М. Примакову     | Памятник В. А. Антонову-Овсеенко | Памятник Н. И. Подвойскому |
|                             |                              |                                  |                            |
| Памятник Н. А. Щорсу        | Памятник Н. Г. Крапивянскому | Памятник М. П. Кирпоносу         | Памятник В. В. Сенько      |

## Описание
Аллея героев вытянута с северо-запада на юго-восток от Красной площади до Екатерининской церкви на Третьяке — между улицами Шевченко и Подвальная. Аллея разделена улицей Елецкая на два участка.
Абсолютные высоты колеблются в пределах 129-132 м над уровнем моря. 
На аллее (участок между улицами Шевченко и Елецкая) расположено 3 фонтана округлой формы и 5 клумб прямоугольной формы, сцена для проведения мероприятий. Аллея вымощена клинкерным камнем, в том числе — выполнено мощение в виде украинского орнамента. На брусчатке есть обозначение направлений тактильной плиткой. Установлены фонари, которые внешним видом копируют фонари Валу. Установлены новые лавочки. Обновлены цветники и газоны, устроен электрополив. Появились дополнительные волнистые в плане дорожки, между основной аллеей и проезжей частью.
Памятники монументального искусства местного значения:
1. Памятник М. П. Кирпоносу (1981) — демонтирован для установления в другом месте, вновь не установлен
2. Памятник В. В. Сенько (1987) — демонтирован для установления в другом месте, вновь не установлен
3. «Памятный знак жертвам Чернобыльской катастрофы»[16] (1996)

Памятники истории местного значения:
1. Памятный знак на месте дома, где жил Л. И. Глебов (1977)

|                                                |                                                   |
| Памятный знак жертвам Чернобыльской катастрофы | Памятный знак на месте дома, где жил Л. И. Глебов |

## Природа
Формирование бульвара, как и других послевоенных парковых территорий, связано со значительным ассортиментом древесных растений из рассадника Черниговского областного ботанического сада, совхоза «Деснянский» и КП «Зеленбуд». Парковая территория выступает как очаг генофонда дендрофлоры и является одним из центров рекреационной деятельности — здесь наблюдается влияние регулированной рекреации. В зимний период наблюдается засоления возле парковых дорог.
Здесь насчитывается 43 вида растений, в т.ч. 16 местных видов, из 18 семейств и 32 родов. Ассортимент будущего бульвара, как и других парковых территорий города послевоенного периода, создавался силами Черниговского ботанического сада, совхоза «Деснянский» и КП «Зеленбуд».
На Аллее Героев встречается наибольшее количество культиваров — среди других парковых территорий Чернигова — 7, в частности культивары видов
ель обыкновенная Picea abies (L.) Karst. ('Viminlis'), ель голубая P. pungens ('Argentea', 'Coeruela'), туя западная Thuja occidentalis ('Variegata', 'Globosa'), можжевельник казацкий Juniperus sabina ('Tamariscifolia').
В 2020 году высажены декоративные ели, декоративные яблони, деревья вида платан испанский (Platanus hispanica).